# 学校法人滝川学園
滝川学園（たきがわがくえん）は、愛知県稲沢市に事務局を置く学校法人。

## 所属学校
- 名古屋文理大学
- 名古屋文理大学短期大学部